# 유전성 비폴립 대장암
유전성 비폴립 대장암(영어: hereditary nonpolyposis colorectal cancer, HNPCC) 또는 린치 증후군(영어: Lynch syndrome) 또는 유전성 비용종성 대장암은 대개 대장폴립(대장용종)이 없는 유전성의 대장암이 일어나는 상염색체 우성 증후군이다. 헨리 T. 린치(헨리 톰슨 린치)가 연구하였다. 가족성 샘종 폴립증 등과의 구별을 위해 암스테르담 기준이 사용된다.